# Cradle of Love
A "Cradle of Love" egy 1990-es rockszám, melyet a brit énekes-dalszerző, Billy Idol írt David Wernerrel, és amely a Charmed Life című negyedik albumának első kislemeze. Idol egyik legnagyobb sikere lett a kislemez, mely a Billboard 200-as listájának 2. helyéig jutott., a Mainstream Rock Track listán pedig a legelső helyig. Emellett mint betétdal szerepet kapott a Ford Fairlane kalandjai című filmben. A 32. Grammy-díj átadón jelölték a legjobb rockénekes díjára is.
A dalban ismételgetett "rock the cradle of love" utalás a "robbing the cradle" szlengkifejezésre, amelyet arra alkalmaznak, ha egy szerelmespár két tagja között látványosan nagy korkülönbség van.<meta />

## Tracklista

### 7": Chrysalis - IDOL 14 (UK)
1. "Cradle of Love" (4:39)
2. "311 Man" (3:51)

### 7": Chrysalis - IDOLDJ 14 (UK)
1. "Cradle Of Love (DJ Edit)" (4:05)
2. "311 Man" (3:51)

### 12": Chrysalis - IDOLX 14 (UK)
1. "Cradle of Dub (extended remix)"  (6:27)
2. "Cradle of Love (LP version)" (4:39)
3. "Rob The Cradle Of Dub (Extended Mix)" (5:07)
4. "311 Man" (3:51)

### CD: Chrysalis - IDOLCD 14 (UK)
1. "Cradle Of Love (Edit)" (4:09)
2. "Cradle of Dub (extended remix)"  (6:27)
3. "Rob The Cradle Of Dub (Extended Mix)" (5:07)
4. "311 Man" (3:51)

## Videóklip
A videóklipet David Fincher rendezte, amelyben Idol, a néhány hónappal korábban történt motorbalesete miatt, csak deréktól felfelé látható, és csak mozgó képek alakjában egy lakásban. A klipben egy fiatal lány (Betsy Lynn George) megpróbál elcsábítani egy visszafogott üzletembert (Joshua Townshend-Zellner). Az eredeti változat készítésekor a Ford Fairlane kalandjaiból is felhasználtak volna részleteket, de miután a főszereplő Andrew Dice Clayt 1989-ben huszonkét évre letiltották az MTV-ről az élő adásban elhangzott szexista poénjai miatt, így ezeket a jeleneteket kihagyták. Az 1990-es MTV Video Music Awards-on jelölték a legjobb férfi előadó videóklipje és a legjobb különleges effektek kategóriában, a "Legjobb filmben szereplő videóklip" díját pedig el is nyerte.
A VH1 "50 legszexisebb videóklip-pillanat" választásán a 33. helyet szerezte meg.

## Feldolgozások
Az 1991-es Alvin és a mókusok-albumon, a "The Chipmunks Rock the House"-on feldolgozták ezt a szerzeményt. "Weird Al" Yankovic felhasználta a refrént 1992-es "Polka Your Eyes Out" című számában.